# Научная библиотека ВГУ имени П. М. Машерова
Научная библиотека Витебского государственного университета имени П. М. Машерова действует с момента основания вуза в 1910 году и является одной из старейших библиотек учреждений высшего образования Республики Беларусь.
В библиотеке обслуживается 43 тыс. пользователей, в среднем 3 тыс. пользователей в день. В главном корпусе действует шесть абонементов, есть четыре филиала, девять читальных залов (всего 550 мест) и зал научных работников. Директором библиотеки с апреля 2009 года служит Ирина Александровна Качмар.

## История
Первоначально вуз носил название Витебский учительский институт. В 1913 году его библиотека обслуживала 100 институтских читателей и имела фонд около 3 тыс. томов (1500 названий), из которого две трети приходилось на учебную литературу, а треть — на религиозно-историческую, богословскую и художественную литературу. Учебников не хватало, и студентам приходилось приобретать их за свой счёт. Первым заведующим библиотекой был Иван Иванович Бирилко.
В октябре 1918 года, а затем в 1919 году последовали два реформирования института, в Витебский педагогический институт и в Институт народного образования соответственно. Число читателей увеличилось в три раза, что потребовало соответствующего увеличения фонда библиотеки, в который вошла литература бывших частных гимназий и учебники, закупленные в Москве и Ленинграде. Очередное реформирование произошло в 1921 году; вуз стал Практическим институтом народного образования, численность его студентов снова возросла (до 500 человек). Вместе с библиотекой он был перемещён в здание бывшей классической гимназии на Пушкинской улице. Кроме этого открылась дополнительная библиотека при технических мастерских института.
В 1923 году институт вновь был реорганизован — в Высший педагогический институт. Благодаря этому в библиотечный фонд (10 тыс. экз.) влились фонды бывшего Витебского практического механико-строительного института (8,4 тыс. экз.) и бывшего Витебского отделения Московского археологического института (26 тыс. экз.). Общий объём фонда составил более 44 тыс. томов, среди которых оказалось большое число редких книг из собрания Полоцкой иезуитской академии. Кроме того, библиотека разместилась в лучшем вузовском помещении и обзавелась читальным залом на не менее 100 человек в день и библиотечным кружком, который занимался пропагандой литературы из её фондов.
В 1924 году институт прекратил своё существование, и на следующие шесть лет библиотека перешла в ведение Витебского педагогического колледжа, пока в 1930-м вуз не был возрождён как Индустриально-педагогический институт.
Во время Великой Отечественной войны Витебск был оккупирован уже 10 июля 1941 года. Библиотека сильно пострадала: частично была разграблена, частично уничтожена. В самые тяжёлые военные годы работа вуза полностью остановилась. Новый учебный год начался осенью 1944 года, когда здания представляли собой выжженные коробки, а от библиотеки ничего не осталось. В условиях войны работники института начали наполнять фонд библиотеки. Из Казанского филиала Государственного фонда литературы было привезено 3 тыс. книг, передавали книги также библиотеки многих других вузов СССР. Однако критически не хватало учебников, в том числе по педагогике, языку, литературе, физике, химии. Работа над пополнением фонда привела к тому, что к концу 1945 года библиотека насчитывала уже 10 тыс. экз.